# Voskhod (foguete)
O foguete Voskhod (11A57), foi um veículo de lançamento descartável, projetado por Sergei Korolev, tendo como base, o Sputnik, foi usado como lançador no Programa Voskhod.
Esse modelo foi uma evolução do foguete Vostok, com um segundo estágio ainda maior, projetado especificamente para colocar sondas em trajetórias interplanetárias. Entre 1963 e 1976 ele foi usado em 299 lançamentos, incluindo 14 que falharam.
Com os problemas enfrentados nos voos tripulados do projeto Voskhod e nas espaçonaves de mesmo nome, ele foi selecionado para efetuar o lançamento de várias sondas e satélites, entre eles os satélites espiões Zenit.